# Frederick Walter Hyndman
Frederick Walter Hyndman (* 13. Februar 1904 in Charlottetown, Prince Edward Island; † 12. Oktober 1995) war ein kanadischer Manager. Von 1958 bis 1963 war er Vizegouverneur der Provinz Prince Edward Island.
Hyndman studierte am Prince of Wales College in Charlottetown. Später leitete er die Versicherungsgesellschaft Hyndman & Company Ltd. Beim Ausbruch des Zweiten Weltkriegs war er Major und stellvertretender Kommandant der Prince Edward Island Light Horse Brigade, von 1942 bis 1945 Stabsoffizier im kanadischen Armeehauptquartier. Als Mitglied der Prince Edward Island Progressive Conservative Party kandidierte er 1955 bei den Wahlen zur Legislativversammlung, wurde aber nicht gewählt. Generalgouverneur Vincent Massey vereidigte Hyndman am 31. März 1958 als Vizegouverneur von Prince Edward Island. Dieses repräsentative Amt übte er bis zum 1. August 1963 aus.